# ダイヤモンドグローブ
『ダイヤモンドグローブ』は、フジテレビ系列で放送されているプロボクシング中継番組、および産業経済新聞社（サンケイスポーツ）などが主催するボクシング興行の名称である。

## 歴史
フジテレビは1959年3月2日にボクシングのレギュラー放送を開始。1959年11月5日に大阪市の扇町プール 特設リングで開催された世界フライ級選手権試合：矢尾板貞雄vsパスカル・ペレスは（まだ正式に視聴率調査が行われる以前の話であるが）視聴率92.5％の絶大な数字とも言われている。
1960年代の「テレビ・ボクシング黄金時代」においてフジテレビは水曜日と日曜日に放送し、そのうちの日曜日の中継は三菱グループがスポンサーとなり、「三菱ダイヤモンドグローブ」として1967年3月26日まで毎週日曜22時台→21:00 - 21:45→21:30 - 22:15に生放送で中継していた（水曜は「リングサイドアワー」として放送）。以降は一時的に水曜日22時台→水曜日22時30分 - 23時などを経て月1回深夜の放送となった。それ以後三菱が協賛から撤退した後も、この「ダイヤモンドグローブ」の題名はその名残として続いている（ただし1990年代のごく一時期、三菱自動車工業のスポンサーがついていたことがあり、リング上に三菱ダイヤモンドマークが使われたことがあった）。
なお、世界タイトルマッチは「火曜ワイドスペシャル」などのゴールデン単発枠で「ダイヤモンドグローブスペシャル」後に「PREMIERE BOXING FIGHTS」として生中継 を行っていた。
ダイヤモンドグローブではファイティング原田、輪島功一、福田健吾、飯泉健二、上山仁、渡辺雄二、三谷大和、伊藤辰史、カズ有沢、コウジ有沢らのスターを生み出し、また1995年にはジョー小泉が実質的なプロモーターとして開催し10月三谷及び八尋史朗のダブル東洋太平洋王座決定戦、12月ルイシト小泉がWBC世界フェザー級王座、2001年には1月新井田豊がミニマム級、4月には坂田健史がフライ級の日本王座を獲得した試合を放映した。
近年は主に三迫プロモーションと提携して、隔月に同ジムのボクシング興行に後援・協賛の形で参加している。また、この興行の模様は地上波の深夜枠で録画放送される。
しかし、ボクシング人気が低迷すると、フジテレビもまたK-1・PRIDEといった新興格闘技の中継に傾いていた影響により、宮田ジムがプロモートする内藤大助VSポンサクレック・ウォンジョンカム3の世界戦の放映を打ち切るなど、ボクシング中継に熱心ではなくなった。
2008年8月に行われたJBC公認後初の女子世界タイトルマッチとなる風神ライカVSアン・サクラート、ウィンユー・パラドーンジムVS小関桃のダブル世界戦をCS生中継し、アンダーカードの山口直子戦とともに国内初の女子ボクシング生中継となった。このうち、ライカVSサクラート戦は地上波でも深夜録画で放送され、これが地上波初の女子ボクシング中継となった。12月8日に行われた初の日本人同士による女子世界戦、富樫直美VS菊地奈々子も放送。
2012年、しばらく途絶えていた定期放送を6月11日から再開した。日本テレビ「ダイナミックグローブ」が2009年3月に地上波放送が打ち切られたため、現在地上波唯一のボクシング定期放送となっている。
2013年から局がアマチュア7冠の新人・井上尚弥と放送権契約を結び、これに合わせて2月11日放送分でゲスト出演した。
4月16日、同局として21年ぶりのゴールデンタイムのボクシング中継となった井上 vs 佐野友樹戦は「EXCITING TIME ボクシング中継」のタイトルで「カスペ!」枠で生放送された。
8月25日、田口良一VS井上の日本ライトフライ級タイトルマッチとロンドンオリンピックミドル級金メダリスト村田諒太のデビュー戦となるVS柴田明雄戦を「ダイヤモンドグローブスペシャル」のタイトルで放送した（日曜19:00 - 20:54）。
11月3日には、10月21日に行われた原隆二VS國重隆の日本ミニマム級タイトルマッチを放送したが、ダイヤモンドグローブではなく「SPORT PLUS」枠としての放送だった。
12月6日、村田のプロ第2戦などと併せてWBC世界フライ級タイトルマッチ八重樫東VSエドガル・ソーサ戦も放送（『金曜プレステージ』枠）。同局での世界戦中継は2007年9月24日のアレクサンデル・ムニョスVS相澤国之戦（地上波では昼の時差録画）以来6年ぶり、ゴールデンタイムでは1992年11月20日のヘナロ・エルナンデスVS渡辺雄二戦以来21年ぶりの放送となる。一部アンダーカードは9日放送のダイヤモンドグローブと併せて録画放送された。
2014年9月5日には『金曜プレステージ』枠で放送。ただし直前の「キリンチャレンジカップサッカー2014」が19:00 - 21:27に編成されたため、21:30 - 23:22に繰り下げて放送し、21:27 - 21:30に短縮繰り下げた『FNN NEWS Pick Up』との接続はステブレレスになった（「キリンチャレンジカップ」との接続もステブレレス）。
2015年2月9日後楽園大会（メインは日本スーパーフェザー級タイトルマッチ、内藤律樹VS伊藤雅雪）を以て、2003年より生中継されてきたフジテレビCSチャンネル・「LIVE!ダイヤモンドグローブ」終了が発表された。その後、地上波版「ダイヤモンドグローブ」については「フジバラナイト」枠で継続したが、「ダイヤモンドグローブスペシャル」は2015年5月1日に『金曜プレステージ』の後々身『金曜プレミアム』枠で放送された。「ダイヤモンドグローブスペシャル」は2016年より「BOXING FES」改称。

## FUJI BOXING
2017年10月よりフジテレビのボクシングブランドとして「FUJI BOXING」が制定された。
プライムタイムなどの世界タイトルマッチ生中継を「FUJI BOXING」として放送し、定期放送枠も「FUJI BOXINGダイヤモンドグローブ」に改称された。
2020年9月よりフェニックスバトルは奇数月開催が「FUJI BOXINGフェニックスバトル」として定期放送されている。
2021年4月10日放送分（8日開催）からは、FOD・Tverで見逃し配信を行っている。また、11月11日に行われるフェニックスバトル井上拓真対和氣慎吾のWBOアジアパシフィックスーパーバンタム級王座決定戦はFODプレミアムでライブ配信された。
2021年7月21日の「第79回フェニックスバトル」は、井上をゲスト解説に迎えてひかりTV とdTVで生中継された。これ以降も不定期でひかりTVで生中継されている。なお、ひかりTVで放送された興行の模様はフジテレビで録画放送されず、YouTubeの フェニックスバトル公式チャンネル で配信されている。
現在FUJI BOXINGとしては毎月第2火曜日に後楽園ホールで行われる興行をFODプレミアムで第1試合からライブ配信（一部アンダーカードは実況なし）し、直後の週末深夜に地上波（関東ローカル）でメインイベント含む2試合程度録画放送（アンダーカードはダイジェスト）、さらにFOD・TVerで無料配信している。
一方でプライムタイム中継は2021年6月19日の井上尚弥対マイケル・ダスマリナスの世界バンタム級タイトルマッチを最後に途絶えており、それまでフジテレビで放送してきた井上尚弥・拓真兄弟や寺地拳四朗らの世界タイトルマッチはLemino、Amazon Prime Video、U-NEXTのいずれかで独占配信されている（後述も参照）。
| 開催月 | 興行名               | プロモーター | 共同開催        | 後援             | 地上波放送         | 備考                                                         |
| ------ | -------------------- | ------------ | --------------- | ---------------- | ------------------ | ------------------------------------------------------------ |
| 奇数   | フェニックスバトル   | 大橋         | 駿河男児 DANGAN | 日刊スポーツ     | フジバラナイト SAT | 偶数月最終週の平日にも開催されるが、そちらはLeminoにて配信。 |
| 偶数   | ダイヤモンドグローブ | 三迫         | DANGAN          | サンケイスポーツ | サンデーMIDNIGHT   |                                                              |

### 他の配信サービス向け番組制作
Amazon Prime Videoが帝拳・トップランクと提携して配信する「Live Boxing」には第1弾（2022年4月9日）から第8弾（2024年5月6日）までFUJI BOXINGスタッフが中継映像の制作にも関与していた。第9弾（2024年7月20日）以降はAX-ONへの委託に変更されたが、試合時間表示はFUJI BOXING仕様が継続して使われている。また、プライムビデオチャンネルにおいてFODの配信も行われており、FUJI BOXINGも視聴可能となっている。
U-NEXTが帝拳と提携して配信する「U-NEXT BOXING」には第3弾（2025年7月30日）よりFUJI BOXINGスタッフが中継制作を行っており、ナビゲーターとしてかつてダイヤモンドグローブMCだった千原ジュニアが出演している。
これらの中継において実況アナウンサーはフジテレビから派遣されるが、解説者はFUJI BOXINGとは異なる布陣となっている。

## 過去に興行を打っていたジム
- 白井・具志堅スポーツジム - 2010年ごろまでは「ダイヤモンドグローブ ザ・カンムリワシファイト」として放送。
- 宮田ジム・スポーツクラブ - 2007年打ち切り
- Reasonジム - 「ダイヤモンドグローブ DANGAN」として放送。
- 新日本木村ボクシングジム
- 斉田ボクシングジム
- 草加有沢ボクシングジム - 「クリーンファイトボクシング」として放送。
- 八王子中屋ボクシングジム
- 帝拳ボクシングジム - 村田諒太の世界タイトルマッチを中心に放送。報知新聞社後援。
- 横浜光ボクシングジム - 「FUJI BOXING A-sign.Bee」として興行を打った。
- ワタナベボクシングジム

## 番組出演者

### 解説
※いずれもLemino解説者兼
- 川島郭志（元WBC世界スーパーフライ級チャンピオン）
- 八重樫東（元WBA世界ミニマム級・WBC世界フライ級・IBF世界ライトフライ級チャンピオン）

### 実況
※いずれもフジテレビアナウンサー
- 竹下陽平
- 森昭一郎
- 立本信吾
- 木村拓也
- 田淵裕章
- 大川立樹
- 酒主義久
- 勝野健

### ナレーション
- バッキー木場

## 過去の出演者
スタジオ部分はCS放送のみ。

### スタジオ司会
- 薬師寺保栄（元WBC世界バンタム級チャンピオン）
- 千原ジュニア（お笑いタレント、2012年6月11日 - ）：SPのMCも担当
- 松村未央（フジテレビアナウンサー、2010年4月12日 - 2013年8月12日）
- 木村拓也（フジテレビアナウンサー、2013年10月14日 - ）

### スタジオコメンテーター
- 重田玲（フリーランススポーツライター、2012年6月11日 - ）
- 内藤大助（元WBC世界フライ級チャンピオン、TBS解説者兼、2012年6月11日 - 2013年8月12日）

### MC
- 加藤綾子（2014年まで、フジテレビアナウンサー）

以下はSPのみ。
- 三宅正治（フジテレビアナウンサー）後述の通り過去に実況担当あり。
- 中村アン
- 宮澤智
- おのののか：2014年9月5日放送ではラウンドガール

### 解説
- 石川輝
- 林国治
- 矢尾板貞雄（元世界フライ級1位／東洋フライ級チャンピオン）
- 輪島功一（元世界ジュニアミドル級チャンピオン）
- 薬師寺保栄
- 徳山昌守（元WBC世界スーパーフライ級チャンピオン）
- 西岡利晃（WBC名誉王者、元WBC世界スーパーバンタム級チャンピオン）
- 戸高秀樹（元WBA世界スーパーフライ級チャンピオン）
- 内山高志（元WBA世界スーパーフェザー級スーパーチャンピオン）
- 浜田剛史（元WBC世界スーパーライト級チャンピオン）
- 長谷川穂積（元WBCバンタム級・スーパーバンタム級・フェザー級チャンピオン）
- 山中慎介（元WBC世界バンタム級チャンピオン）
- 具志堅用高（元WBA世界ライトフライ級チャンピオン）

### ゲスト
※SPのみ。
- 香川照之
- ビートたけし（「FUJI BOXING応援団長」として、VTR出演のみ：不定期）

### 実況
- 鳥居滋夫
- 塚田（名不詳）
- 山田祐嗣
- 逸見政孝
- 大川和彦
- 堺正幸
- 近藤雄介
- 福井謙二
- 三宅正治
- 長坂哲夫
- 田中大貴
- 西岡孝洋
- 福永一茂
- 鈴木芳彦
- シンディ鈴木（インタビュアー） 他

## 番組テーマ曲
- 中田ヤスタカ「excellent」（2013年 - 2014年）
- 湘南乃風「黄金魂」（2014年12月30日）
- SOIL&"PIMP"SESSIONS（2015年 - ）

## 派生番組
『ダイヤモンドグローブ黄金伝説 〜タイトルマッチ列伝19XX〜』
CS放送のフジテレビONEにて不定期（2012年5月現在。放送日及び放送時間についてはフジテレビONEのサイトを参照）に放送。2011年12月より放送開始。
フジテレビのライブラリーにある1963年以後のボクシング中継の映像の中から、日本人ボクサーの選手権タイトルマッチ（日本タイトル、東洋・太平洋タイトル、世界タイトル）の試合を中心にして取り上げ、その貴重な映像資料から日本ボクサーの世界挑戦の軌跡をたどる。
なおごく初期の頃の映像については放送素材をそのまま使用するため、当時の番組協賛社のスポンサー字幕が出される場合もある。
テーマ曲はアール・エレソン・マッコイ作曲の『ライツアウト』（1985年ごろまで使われていたフジテレビ系スポーツ中継テーマ曲）。
「ダイヤモンドグローブ黄金伝説 タイトルマッチ名勝負特選」
同じくフジテレビONEで2013年11月より不定期で放送開始。
足掛け2年に渡った年度別のシリーズ（タイトルマッチ列伝19XX）が一応の区切りとなったことから、2013年8月にフジテレビホームページで、これまでにフジテレビ系で中継された一連のタイトルマッチの試合から視聴者に名勝負を投票してもらった。その集計を基に名勝負の数々を改めて再放送する。